# Desmodium pubens
Desmodium pubens är en ärtväxtart som först beskrevs av John Torrey och Asa Gray, och fick sitt nu gällande namn av M.J.Young. Desmodium pubens ingår i släktet Desmodium och familjen ärtväxter. Inga underarter finns listade i Catalogue of Life.